# غزوة الكدر
وقعت غزوة الكُدْر في شهر شوال من السنة الثانية للهجرة، وكان قد بلغ النبي صلى الله عليه وسلم خبر اجتماع بني سليم على ماء لهم يقال له الكُدْر، فسار الرسول إلى الكدر فلم يلق كيداً، وكان لواؤه مع علي بن أبي طالب، واستخلف على المدينة ابن أم مكتوم، وعاد ومعه النَّعم والرعاء، وكان قدومه في عشر ليال مضين من شوال، وبعد قدومه أرسل غالب بن عبدالله الليثي في سرية إلى بني سليم وغطفان، فقتلوا فيهم وغنموا النعم، واستشهد من المسلمين ثلاثة نفر وعادوا منتصف شوال.